# アン・デア・ウィーン劇場

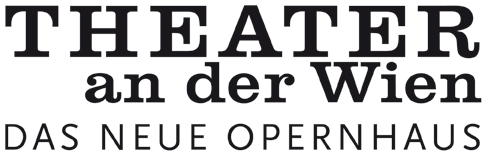
劇場のロゴ（2006年から）

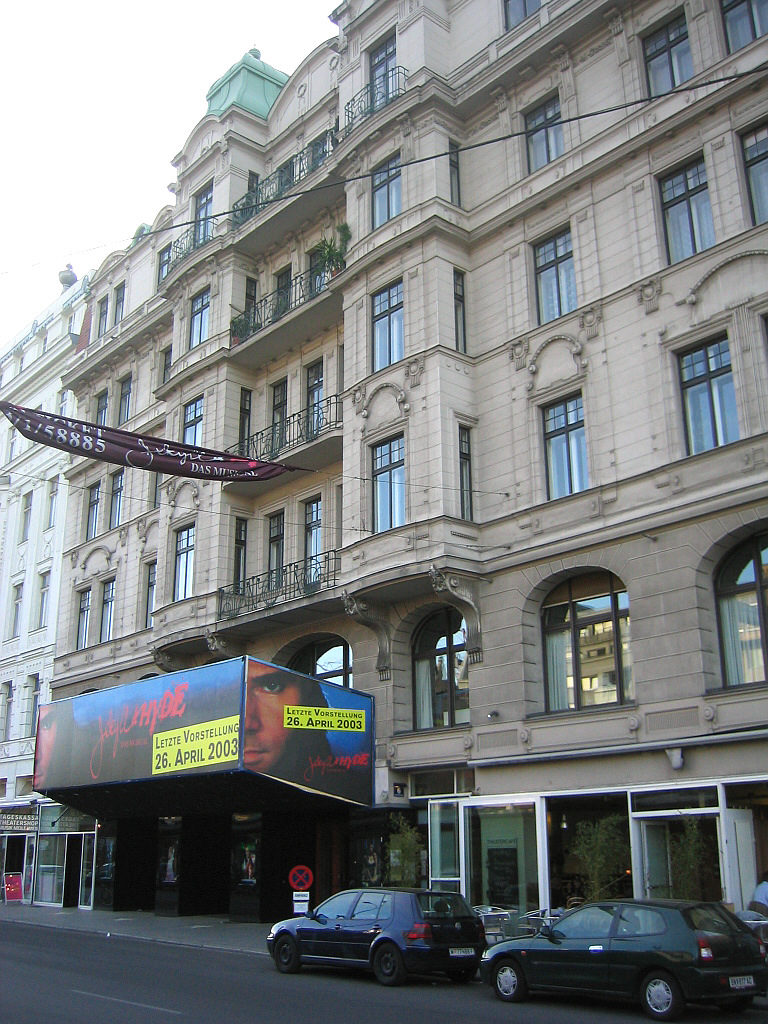
アン・デア・ウィーン劇場（2003年）

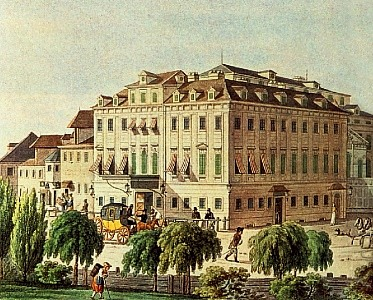
1815年の劇場

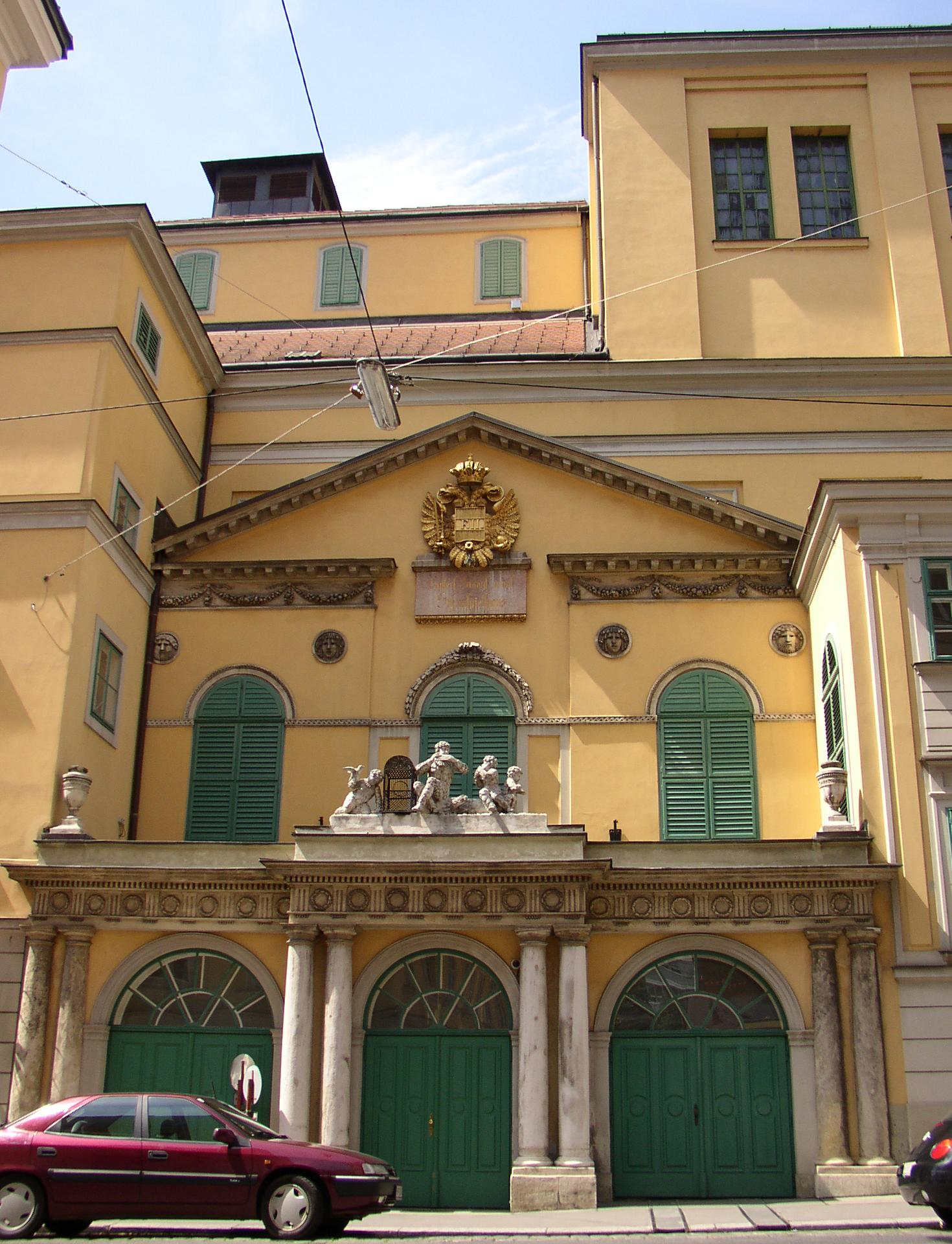
パパゲーノ門

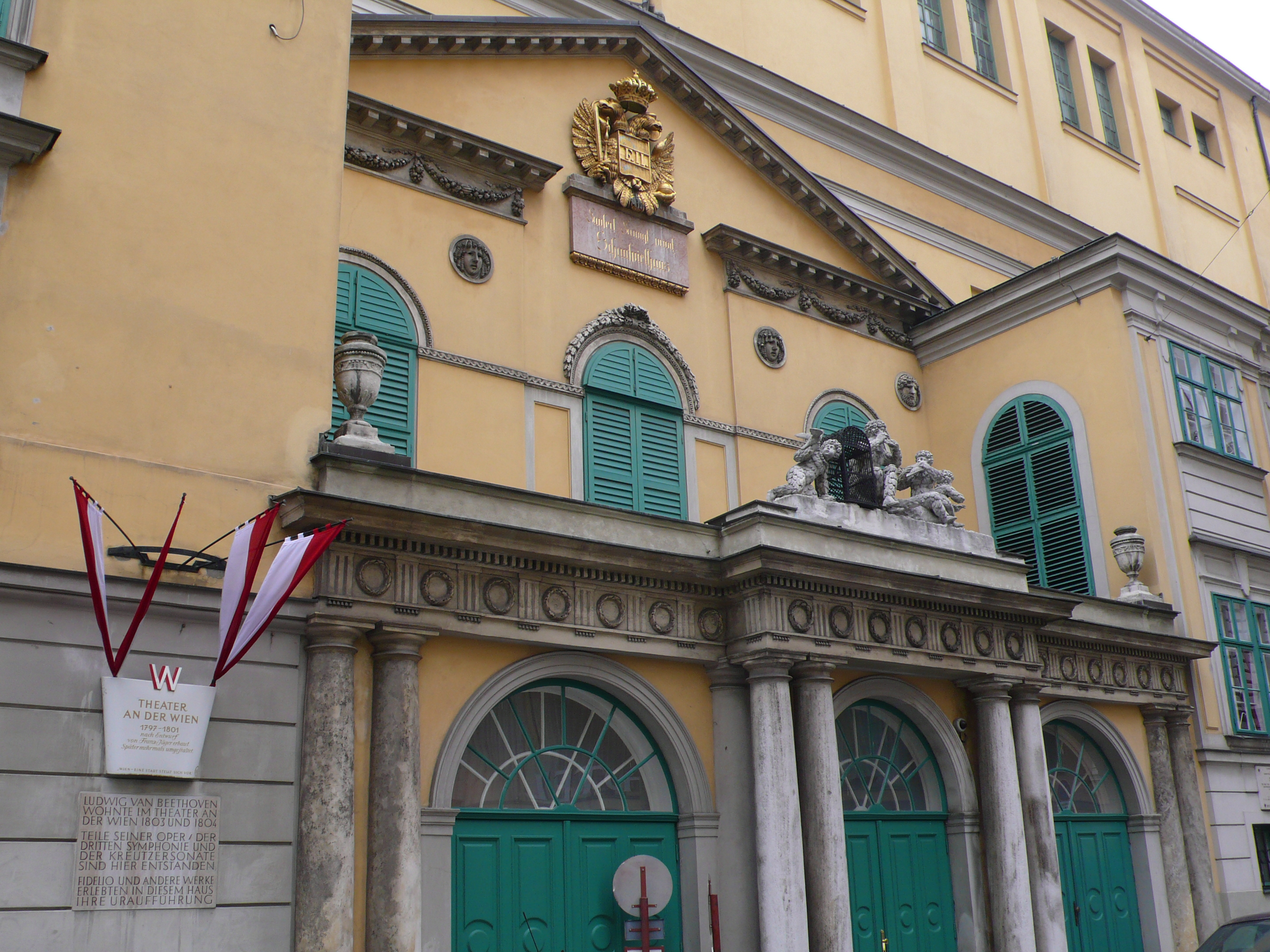
パパゲーノ門。左下にベートーヴェンの記念プレートが見える

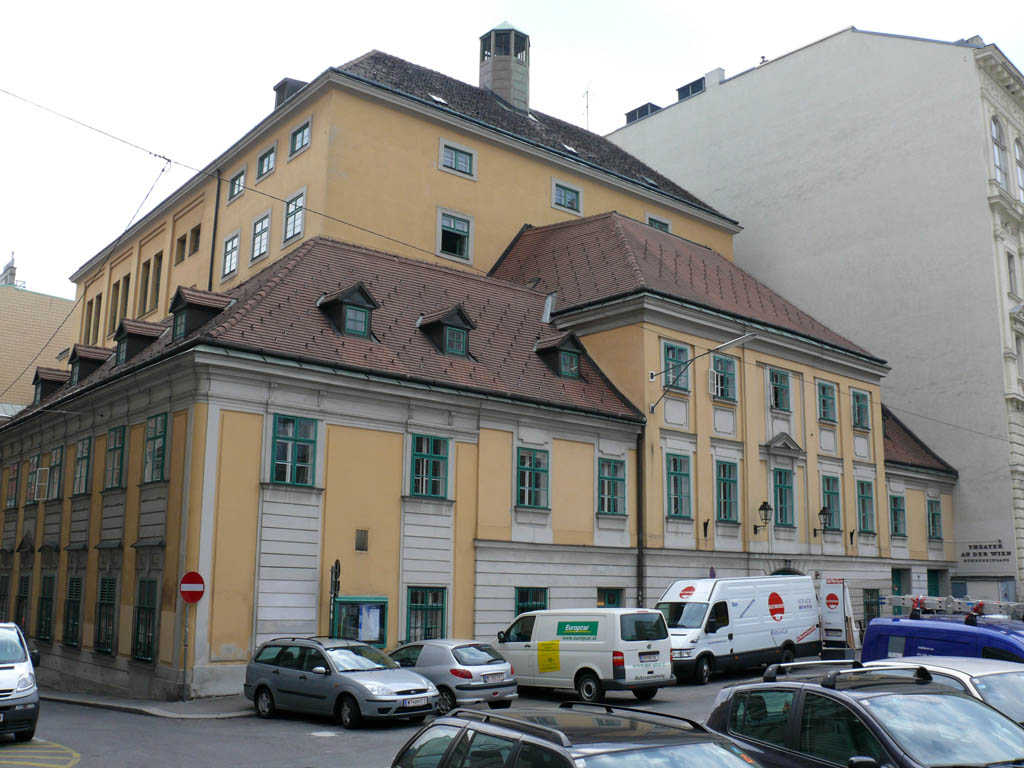
劇場の裏側（レハールガッセ通り側）。この部分は1801年の開館当時の外観を保存している。

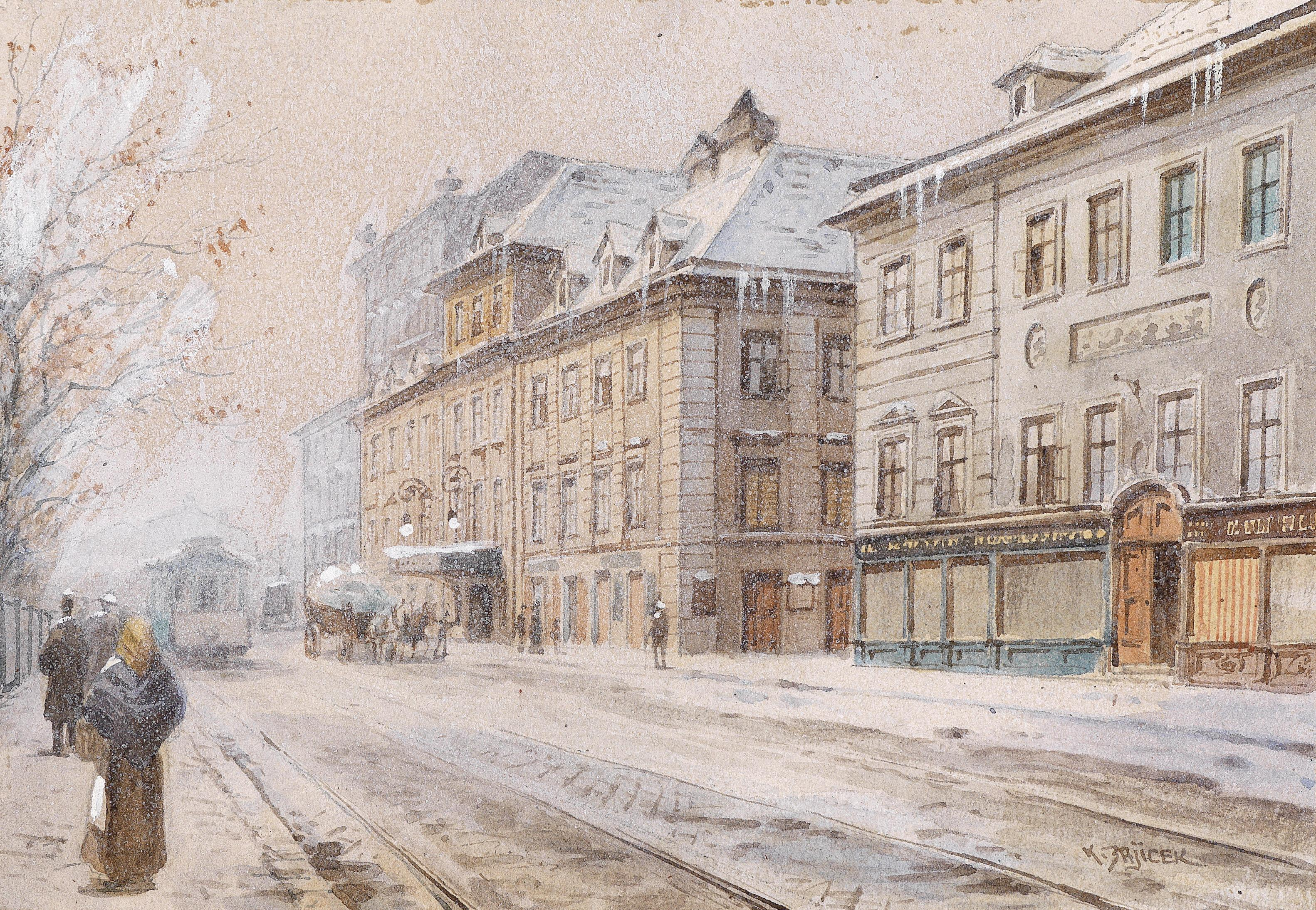
1900年頃の正面の様子(カール・ヴェンツェル・ザイチェク画)。1901年の改築前の最後の姿が見える。

アン・デア・ウィーン劇場（アン・デア・ウィーンげきじょう、Theater an der Wien）は、オーストリア・ウィーンにある歌劇場。

## 概要
ミュージカルやオペラを上演する劇場として、1801年の開館以来、多くの市民・観光客を集めている。ウィーン劇場協会（Vereinigte Bühnen Wien）に加盟しており、運営はウィーン市の100％出資企業であるウィーン・ホールディング（Wien Holding）が担当する。
市内中心部、ウィーン6区（マリアヒルフ）のリンケ・ヴィーンツァイレ（Linke Wienzeile、ウィーン川左岸通り）沿いに位置する。劇場名の「アン・デア・ウィーン」とは「ウィーン川に面した」という意味であり、ドナウ川の支流で劇場の傍を流れるウィーン川に由来するものである。今日では、ウィーン川は劇場付近が暗渠化されており、直上はナッシュマルクトと呼ばれる市場になっている。

## 建築・劇場施設
ヴォルフガング・アマデウス・モーツァルトのオペラ『魔笛』の台本で成功したエマヌエル・シカネーダーが、1791年に皇帝の認可を受け、建築家フランツ・イェーガーによる帝政様式の設計をもとに1798年より建設を開始、1801年に落成した。

## 歴史

### 18世紀のウィーンと歌劇場
18世紀のウィーンでは、特権的な貴族や裕福な市民は市壁城門内の2つの宮廷劇場（ブルク劇場、ケルントナートーア劇場）で劇場趣味を満たす一方で、下層の市民は市壁門外の郊外地区で開かれる巡回劇団の公演を楽しんでいた。郊外では長い間、仮設の舞台が作られては短期間で撤去されることの繰り返しで、常設劇場がなかったが、18世紀末近くになると、1781年開場のレオポルトシュタット劇場、1787年のフライハウス劇場、1788年のヨーゼフシュタット劇場の3つの常設劇場が相次いでオープンし、しのぎを削っていた。
このうち、1787年開場のフライハウス劇場がアン・デア・ウィーン劇場の前身となった劇場で、1799年には財政破綻を喫していた。モーツァルトの「魔笛」の台本作者でこの劇場の支配人を務めていたエマヌエル・シカネーダーは、1799年3月1日、劇場活動への強い情熱を抱いていた商人のバルトロメウス・ツィッターバルト(1751-1806)に対して、63,266グルデンでフライハウス劇場を譲渡することになった。ツィッターバルトはその頃までにこの劇場に130,000グルデンを投資しており、この買収により、1786年からシカネーダーが保有していた新劇場建設の特権も合わせて取得できるものと見込んでいたが、これについては却下されたため、2人は共同経営者となって歩調を合わせることになった。この間に1799年、ツィッターバルトが新劇場の用地として、フライハウス劇場からウィーン川を挟んで至近距離にあった土地を取得する一方で、シカネーダーは計画段階にあった新劇場の建築許可を請願し、1800年4月1日付で皇帝フランツ2世より許可を取得した。この後、わずか13ヶ月の建築期間で新劇場は完成し、1801年6月13日、杮落しを迎えた。
当時の建物は限られた部分しか現存しておらず、ミレッカー通り（Millöckergasse）に面した「パパゲーノ門」（Papagenotor）はその一部である。これは劇場を建てたシカネーダーを記念する門であり、『魔笛』で自ら「パパゲーノ」役を演じるシカネーダーと、彼と共に出演した3人の息子たちの姿を見ることができる。
開館よりほどなくしてシカネーダーは破産し劇場を手放すものの、保持していた皇帝の認可によって芸術監督の座を守り、ルートヴィヒ・ヴァン・ベートーヴェンを音楽監督として招聘。ベートーヴェン作のオペラ『フィデリオ』などを上演した。劇場内には、ベートーヴェンを記念する部屋が残っている。

### 19世紀のウィーンと歌劇場
19世紀には、劇場はヨハン・ネストロイなどに代表されるウィーン大衆演劇（Alt-Wiener Volkstheater）、その後ヨハン・シュトラウス2世やフランツ・レハール、カール・ミレッカーなどによるオペレッタ作品を数多く上演して、ウィーン市民の人気を博した。世紀末ウィーンとも重なるシュトラウスの時代は「オペレッタの黄金時代」、レハール・ミレッカーの時代は「銀時代」と呼ばれる。この時期、アドルフ・ミュラー1世とアドルフ・ミュラー2世が親子で劇場楽長を務めた。
第二次世界大戦後、 劇場は空襲の被害を受けたウィーン国立歌劇場の代替としての役割をしばらく担った。カール・ベームの指揮で『フィガロの結婚』『ドン・ジョヴァンニ』『魔笛』といったモーツァルトのオペラが上演され、その一部は録音が残されている。
しかし、国立歌劇場が移転・再オープンした1955年、劇場は安全上の理由で一時閉鎖を余儀なくされた。数年間利用がされないまま、劇場を大駐車場に転換する計画も浮上するなど、一時は閉館の危機にあったものの、結局は存続が決まり、最新の設備を導入、改装を施してミュージカル劇場として生まれ変わることになった。
1962年より、劇場は毎年5・6月に開かれる文化フェスティバル「ウィーン芸術週間」（Wiener Festwochen）のメイン会場となっている。なお、ハンス・クナッパーツブッシュが1962年と1963年の同フェスに出演した映像のDVDは、この劇場で収録されたものである。

### ミュージカル劇場としての成功
劇場はその後、ミュージカル公演の会場として有名になった。これは1983年より総監督を務めたペーター・ヴェックによるところが大きい。ヴェックのもと、1983年にアンドリュー・ロイド＝ウェバー作『キャッツ』のドイツ語版初演がこの劇場で幕を開けた。心理学者ジークムント・フロイトの生涯を描いたエリック・ウルフソン作『Freudiana』こそ芳しくなかったものの、ミヒャエル・クンツェとシルヴェスター・リーヴァイによる『エリザベート』は500万人以上の観客を集める大ヒットを記録し、全世界で史上もっとも成功したドイツ語ミュージカルとなった。2003年秋の再演の際には、オーストリア国内で記念の郵便切手が発行されている。
『エリザベート』のロングランヒット後は、同じくクンツェ・リーヴァイのコンビによるミュージカル『モーツァルト!』が1999年10月より2001年5月まで上演された。この作品は「2000年最優秀ミュージカル」に選出された。

## オペラハウスの復活
モーツァルトの生誕250周年に当たる2006年、劇場は「新しいオペラハウス」（Das neue Opernhaus）を名乗り、再びオペラを上演するようになる。これにより、劇場は国立歌劇場およびウィーン・フォルクスオーパーに次いでウィーン3館目の歌劇場となった。ただし、前二者と異なり専従の歌劇団(カンパニー)は存在しない。歌劇場として復活して最初の公演は、プラシド・ドミンゴらが参加したガラ・コンサートであった。
総監督に就任したローラント・ガイヤーは、他2館のように日替わりで違った演目を用意するレパートリーシステムではなく、同じ演目を一定期間にわたって上演する形態であるスタジオーネシステムを採用。モーツァルト作品やウィーン古典のほか、バロック・オペラや現代もののオペラを主な柱に据えるとしている。オペラ公演のオーケストラはウィーン交響楽団、ウィーン放送交響楽団およびウィーン・コンツェントゥス・ムジクスが務めている。
ウィーンのオペラファンの中には、規模・構造ともにウィーン古典オペラの上演に最適なこの劇場が、これまでミュージカル公演という“間違った使われ方”をされてきたと感じ、この方向転換を待ち望んでいたものも多かった。その一方で、長い伝統である「最新の、娯楽性の高い演目の初演が行なわれる劇場」としての位置づけ（「こうもり」などは今日でこそ国立劇場にも完全定着して久しいが、同劇場での初演当時は宮廷歌劇場のオペラと一線を画した作品だった先端娯楽作品だった）が消えることを惜しむ声も聞かれた。

## 主な初演作品
本文中で触れたものも含む。
- 1801年 - 『Alexander』（フランツ・タイバー）
- 1804年 - 『黒人の奴隷』（アントニオ・サリエリ）
- 1805年 - 『交響曲第3番（英雄）』（ルートヴィヒ・ヴァン・ベートーヴェン）
- 1805年 - 『フィデリオ（レオノーレ第1稿）』（ルートヴィヒ・ヴァン・ベートーヴェン）
- 1808年 - 『交響曲第5番（運命）』（ルートヴィヒ・ヴァン・ベートーヴェン）
- 1808年 - 『交響曲第6番（田園）』（ルートヴィヒ・ヴァン・ベートーヴェン）
- 1810年 - 『ハイルブロンのケートヒェン』（ハインリヒ・フォン・クライスト）
- 1817年 - 『祖先の女』（フランツ・グリルパルツァー）
- 1823年 - 『ロザムンデ』（ヘルミーナ・フォン・シェジー、フランツ・シューベルト）
- 1844年 - 『Der Zerrissene』（ヨハン・ネストロイ）
- 1846年 - 『刀鍛冶』（アルベルト・ロルツィング）
- 1860年 - 『Das Pensionat』（フランツ・フォン・スッペ）
- 1871年 - 『インディゴと40人の盗賊』（ヨハン・シュトラウス2世）
- 1874年 - 『こうもり』（ヨハン・シュトラウス2世）
- 1881年 - 『愉快な戦争』（ヨハン・シュトラウス2世）
- 1882年 - 『乞食学生』（カール・ミレッカー）
- 1885年 - 『ジプシー男爵』（ヨハン・シュトラウス2世）
- 1887年 - 『Bellmann』（フランツ・フォン・スッペ）
- 1891年 - 『小鳥売り』（カール・ツェラー）
- 1894年 - 『Der Obersteiger』（カール・ツェラー）
- 1895年 - 『くるまば草』（ヨハン・シュトラウス2世）
- 1897年 - 『理性の女神』（ヨハン・シュトラウス2世）
- 1898年 - 『オペラ舞踏会』（リヒャルト・ホイベルガー）
- 1898年 - 『猫と鼠』（ヨハン・シュトラウス3世）
- 1902年 - 『ウィーンの女たち』（フランツ・レハール）
- 1905年 - 『メリー・ウィドウ』（フランツ・レハール）
- 1908年 - 『チョコレートの兵隊』（オスカー・シュトラウス）
- 1909年 - 『ルクセンブルク伯爵』（フランツ・レハール）
- 1932年 - 『シシー』（フリッツ・クライスラー）
- 1968年 - 『ラ・マンチャの男』（ミッチ・リー）※ドイツ語版初演
- 1972年 - 『Helden, Helden』（ウド・ユルゲンス）
- 1983年 - 『キャッツ』（アンドリュー・ロイド＝ウェバー）※ドイツ語版初演
- 1990年 - 『Freudiana』（エリック・ウルフソン、ブライアン・ブローリー）
- 1992年 - 『エリザベート』（ミヒャエル・クンツェ、シルヴェスター・リーヴァイ）
- 1999年 - 『モーツァルト!』（ミヒャエル・クンツェ、シルヴェスター・リーヴァイ）

## 交通
- ウィーン地下鉄 U1・U2・U4線 Karlsplatz駅下車
- バス 59A Bärenmühldurchgang／57A Laimgrubengasse下車

## ギャラリー

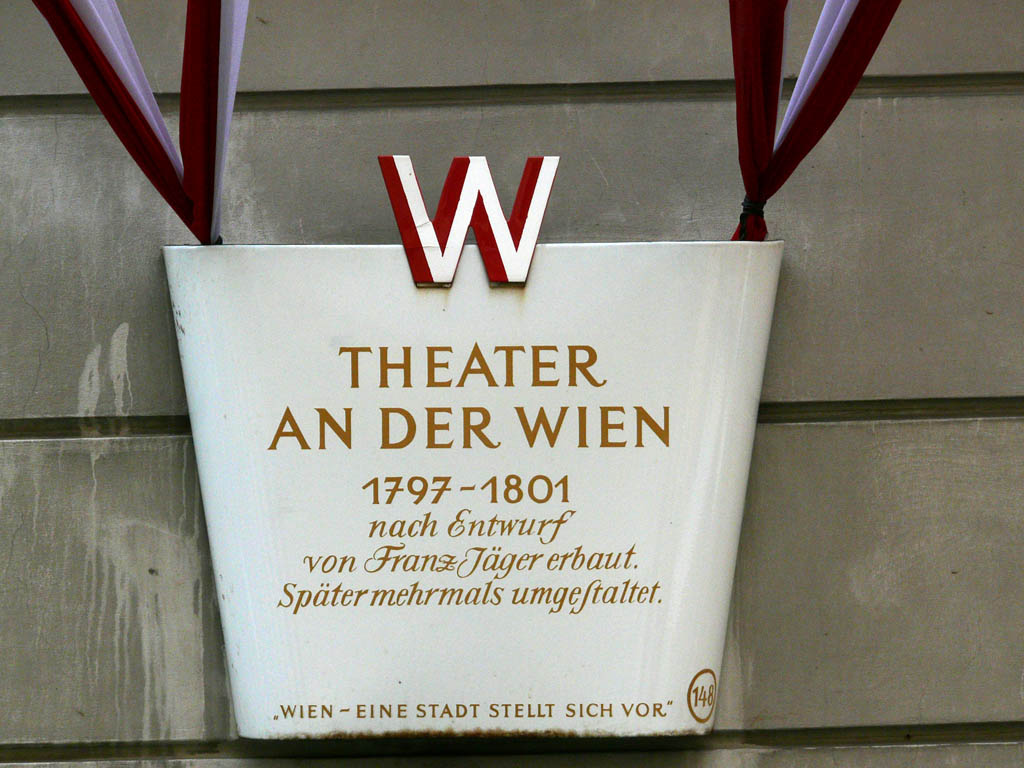
ウィーン観光連盟による案内板
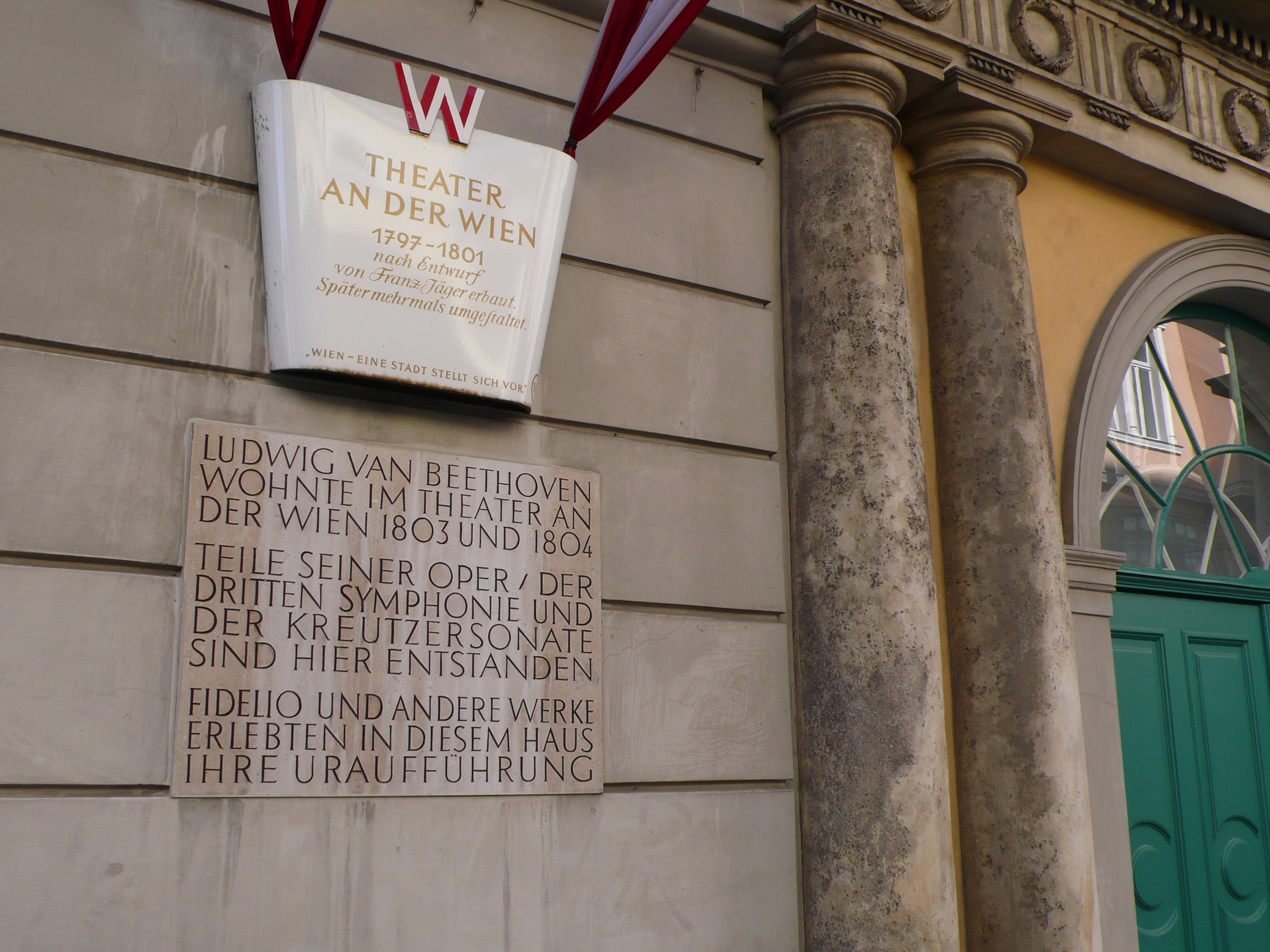
ベートーヴェンとその作品の世界初演の案内板
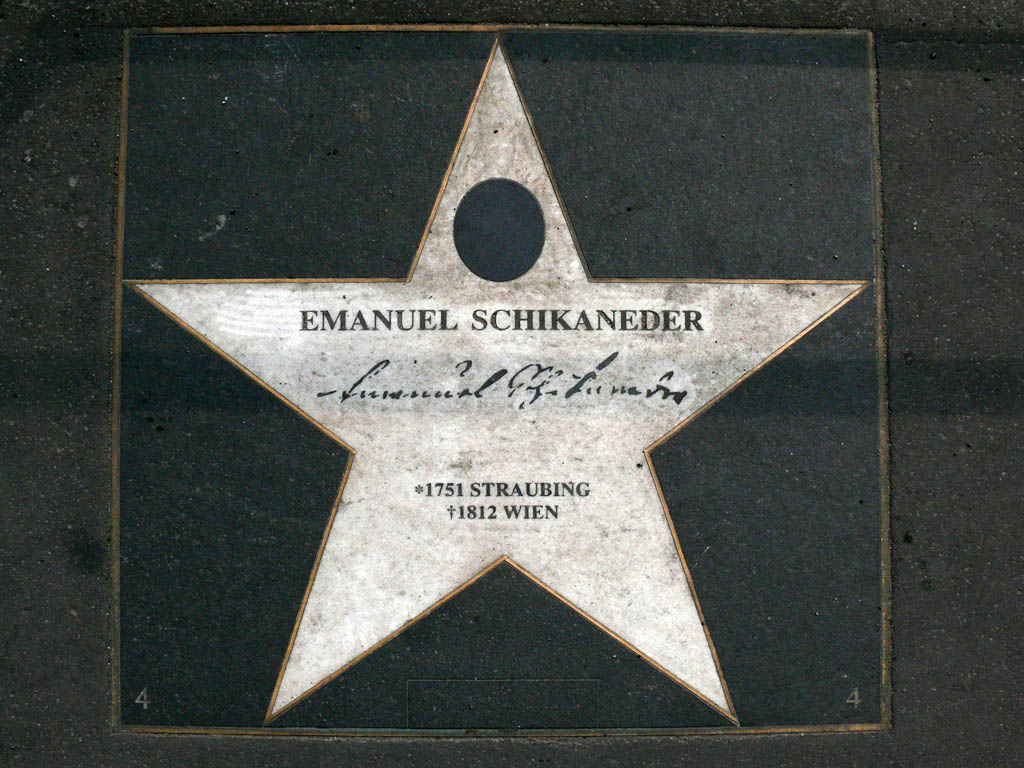
シカネーダーの星型記念プレート
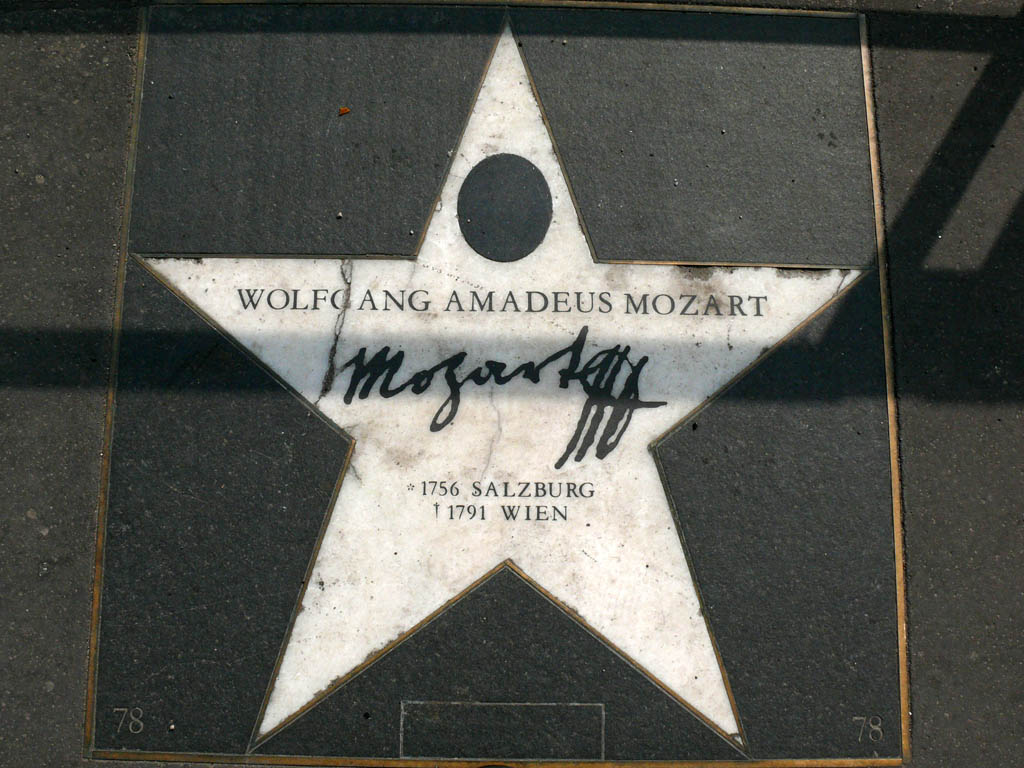
モーツァルトの星型記念プレート
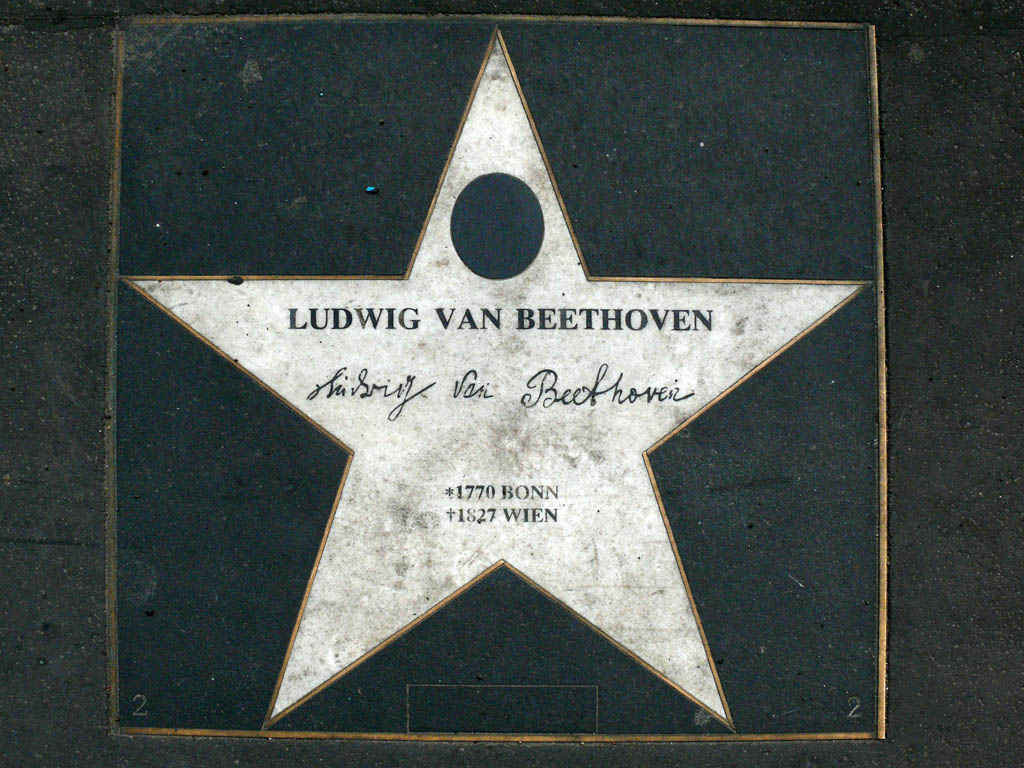
ベートーヴェンの星型記念プレート